# قائمة الإنتربول لمراقبة الإرهاب
أطلق الإنتربول قائمة الإنتربول لمراقبة الإرهاب في 11 أبريل / نيسان 2002 ليطلع عليها مكاتب الإنتربول ووكالات الشرطة المرخصة في الدول الأعضاء البالغ عددها 184 دولة، خلال مؤتمر الإنتربول الإقليمي السابع عشر للأمريكتين في مكسيكو سيتي. في أعقاب هجمات 11 سبتمبر وقرار مجلس الأمن التابع للأمم المتحدة رقم 1373، اتخذ الإنتربول عددًا من الخطوات، بما في ذلك إنشاء مركز قيادة يعمل على مدار 24 ساعة و7 أيام في الأسبوع ونظام ربط لتحديد قوائم تمويل الإرهاب، لدعم قوات الشرطة في الدول الأعضاء.
تسمح قائمة الإنتربول لمراقبة الإرهاب بالوصول لوكالات الشرطة المصرح لها إلى معلومات عن الهاربين والإرهابيين المشتبه بهم. قائمة مراقبة الإنتربول هي قائمة مركزية بالأشخاص الخاضعين لإخطارات الإنتربول الصادرة للاعتقال (أحمر)، والموقع (الأزرق) والمعلومات (الخضراء). بالإضافة إلى ذلك، تتضمن قائمة مراقبة الإرهاب جوازات السفر التي تم الإبلاغ عن سرقتها. قائمة المراقبة متاحة لضباط الشرطة الذين لديهم رموز وصول خاصة.
كما يشجع الإنتربول على استخدام نظام I24 / 7 إلى جانب قائمة المراقبة.